# 필 리빈
필 리빈(1972년~ )은 에버노트를 설립한 미국의 기업가이다. 러시아 세인트 피츠버그에서 태어났고 8살 때 가족이 미국으로 이민갔다. 보스턴 대학교 재학 중 통신 서버 운용 프로그램 회사를 차려 노키아에 납품하기도 했다. 2007년 실리콘 밸리에서 에버노트를 설립하였다.